# 정인 (가수)
정인(본명: 최정인, 1980년 12월 7일 ~ )은 대한민국의 가수이다.

## 활동 사항
정인은 버블시스터즈의 소개로, 2002년 힙합 그룹 리쌍의 히트곡 〈Rush〉에 객원 보컬로 참여하면서 유명세를 얻었다. 이후 다양한 가수들의 음반에 보컬로 참여했으며 2004년 리쌍의 스페셜 앨범 '美親 리쌍 Special Album Lee SSang Special Jungin'에서 솔로곡 2곡을 부르며 솔로로 데뷔했다.
충남대학교 해양학과 2학년에 재학하던 중 지플라(G.Fla)에 들어가서 활동했다. 2004년 11월, 2000년부터 함께 활동하던 5인조 혼성 소울/펑크 밴드 지플라의 1집 'Groove Flamingo'를 발표했다. 지플라는 2007년 자체 제작 싱글 '음악 하는 여자'를 발표한 후 2008년 3월 22일 홍대 앞 '상상마당'에서의 고별 콘서트를 끝으로 해체했다.
2010년 새 앨범을 발표하기 전 어릴 적에 한쪽 귀의 청력을 잃은 것이 알려졌다. 2012년 4월부터 MBC의 예능 프로그램인 《나는 가수다 II》에 출연했었고, 2013년에는 MBC의 예능 프로그램인 《우리 결혼했어요 시즌4》에 출연하였다.
대표곡으로 〈미워요〉, 〈장마〉, 〈사랑은〉, 〈오르막길〉(월간 윤종신), 〈UUU〉 등이 있다.

## 음반
| 종류 | 앨범 정보                                          | 트랙 리스트 |
| ---- | -------------------------------------------------- | --- |
| EP   | 《정인 From Andromeda》 - 발매일 : 2010년 3월 11일 | 1. Show(Feat. ALEX, Tablo) 2. 살아가는 동안에 3. 미워요 4. Girls On Shock (Feat. Enzo.B & 하주연 of Jewelry) 5. 고마워(Feat. 남자친구) |
| EP   | 《Melody Remedy》 - 발매일 : 2011년 4월 5일        | 1. Because... 2. 장마 3. Kiss Me 4. 철수와 미미 (Feat. 길 & Supreme Team) 5. 연말특수                                                  |
| EP   | 《그니》 - 발매일 : 2013년 3월 12일                | 1. 치, 2. 그 뻔한 말 3. 그런 말 마요 4. 좀 걷자 (Feat. 개리) 5. OK?                                                                    |
| EP   | 《가을여자》 - 발매일 : 2013년 10월 17일           | 1. 똑똑이 2. ㅂㅅ 3. 가을남자 4. 사랑열차 (Feat. Verbal Jint) 5. 짜잔                                                                  |
| EP   | 《rare》 - 발매일 : 2016년 1월 26일                | 1. 비틀비틀 2. UUU 3. 톡톡 (Feat. SAN E) 4. 이온                                                                                       |

- 《美親 리쌍 Special Album Lee SSang Special Jungin》 2004년 (솔로곡 '사랑은', '그댈 묻고' 수록)
- 지플라(G.Fla) 《Groove Flamingo》 2004년
- 지플라(G.Fla) 《음악 하는 여자》싱글 2007년
- 《시티홀 OST》 2009년 ('그래 나를 믿자' 수록)
- 《2012 월간 윤종신 6월호》 2012년 ('오르막길' 수록)
- 《고교처세왕 OST》 2014년
- 《사람냄새》(With 개리) 2014년
- 《동네술집》(With 허각) 2015년
- 《용팔이 OST》 2015년
- 《부암동 복수자들 OST》 2017년
- 《SR Project Vol.5》 (With 예지)
- 《키스 먼저 할까요 OST》 2018년
- 《LISTEN 025》
- 《친애하는 판사님께 OST》 2018년
- 《해치 OST》 2019년
- 《자백 OST》 2019년
- 《사랑 그 깊은 곳》 디지털 싱글 2019년
- 《야식남녀 OST》 2020년
- 《좀비탐정 OST》 2020년
- 《CLEF CREW Project. take three》2021년
- 《보쌈 - 운명을 훔치다 OST》2021년
- 《연애시발.(점) OST》2021년
- 《장마 (Feat. 영준 (브라운 아이드 소울)》2021년
- 《더 로드: 1의 비극 OST》2021년
- 《값》(디지털 싱글) 2021년
- 《그린마더스 클럽 OST》2022년
- 《오 마이웨딩 OST》2022년
- 《마음이 마음대로 OST (공짜 : 공기타짜 X 정인)》2022년
- 《Refresh project[1]》2022년
- 《자장가》(디지털 싱글) 2022년
- 《그런 일은 (2022)[2]》2022년
- 《있을게요[3]》2023년
- 《가면의 여왕 OST》2023년
- 《하루 종일 비가 내렸어[4]》2023년
- 《언제나 네가 어디에 있든》(디지털 싱글) 2023
- 《가을을 빌려》(With 영준 (브라운 아이드 소울)) 2023년
- 《조금만 더 너를 (바고바고 프로젝트)》(디지털 싱글)2023년
- 《사랑의 경도 (傾倒)》2023년
- 《끝내주는 해결사 OST》2024년
- 《증인》(디지털 싱글) 2024년
- 《정인 & 마일드 비츠[5]》 2024년
- 《Like Old Days (With Ra.D)》2024년
- 《너야 (With Ra.D)》2025년
- 《1980 화요일 [정인,라디](디지털 미니앨범)》2025년
- 《서초동 OST》2025년

## 피처링
- 리쌍
  - 1집 Leessang of Honey Family - "Rush"
  - 2집 재,계발 - "Fly High", "리쌍부르스", "Still"
  - 5집 백아절현 (伯牙絶絃) - "챔피언"
  - 6집 HEXAGONAL - "헤어지지 못하는 여자, 떠나가지 못하는 남자", "변해가네 (Remake)"
  - 7집 AsuRa BalBalTa - "나 그대에게 모두 드리리 (Remake)"
  - 8집 Unplugged - "HOLA", "사람들은 모두 변하나봐 (Remake)", "Bururi (부르리)"
- 윤종신
  - 14집 행보 2012 윤종신 - "오르막길"
  - 19집 행보 2017 윤종신 - "추위"
- 다이나믹 듀오 2집 Double Dynamite - "고백 (Go Back)"
- 이루펀트 EP 앨범 APOLLO - "뭐가 다른데"
- 계범주 aka Nusoul 2nd EP 24 - "28.5"
- 뚱's 디지털 싱글 Go칼로리 - "Go칼로리"
- 바비 킴 2집 Follow Your Soul - "사랑할 수 있을 때"
- Ra.D 2집 Realcollabo - "멋있는 친구 (Cool Fella)"
- 조정치
  - 1집 미성년 연애사 - "마성의 여인"
  - 3집 3 - "사랑가"
- 이적 5집 고독의 의미 - "비포 선라이즈"
- 김진표 5집 JP5 Galanty Show - "아직,널..."
- 궐(Geol) 1집 미워하면 닮는다 - "껌"
- 데프콘
  - 1집 Lesson 4 The People - "Thank U ~ 2002년을 정리하며"
  - 2집 콘이 삼춘 다이어리 - "청혼합니다"
- 정재형 3집 For Jacqueline - "일요일 오후"
- 지나 (Gina)
  - 2집 Ginagram Vol.2 - "다 기억해", "마주보는 사랑"
  - 9월의 노래 (September Song) - "Beautiful Dayz"
- 577프로젝트 OST - "우리 기억해요"
- 아스트로 비츠 2집 Bits Of Universe - "사랑의 진실"
- 랑쑈 (버블시스터즈) 디지털 싱글 101 Doors - "하나 아닌 둘인걸"
- 스테디 비 (Steady B) EP Take My Ride - "Drivin'"
- 피타입 (P-Type)
  - 2집 The Vintage - "후유증"
  - 5집 Hardboiled Cafe - "Hardboiled Cafe"
- 브라운 아이드 소울 2집 The Wind, The Sea, The Rain - "Life & Love Are the Same"
- Soulman & Minos (소울맨 앤 마이노스) 1집 Coffee Calls For A Cigarette - "Tell Me"
- 장우혁 2집 MY WAY - "마지막 잎새"
- 소울사이어티 (Soulciety) 2집 Diamonds - "Dancing (I Feel Your Love)"
- 개리
  - EP Mr. GAE - "술 취한 밤의 노래"
  - 1집 2002 - "SHIPAPA", "ALCOHOL FEELING"
  - EP 2020 - "사진"
- 윤미래 디지털 싱글 Get It In (The Creators Project) - "Get It In (Korean Version)"
- 드렁큰타이거 8집 Feel gHood Muzik: The 8th Wonder - "내 눈을 쳐다봐"
- MC 몽 5집 Humanimal - "Little Sunshine"
- 조규찬 9집 9 - "Crzy"
- 박선주 4집 A4rism - "여3"
- 크루시픽스 크릭 1집 Kandid Collection Vol.1 - "오늘은"
- SAN E 1집 양치기 소년 - "She's"
- 프라이머리 디지털 싱글 2-2 - "그녀는"
- 오지은 3집 3 - "Not Gonna Fall In Love Again"
- 박명호 디지털 싱글 God Of Mom - "엄마 (Mom)"
- 서사무엘 2집 Ego Expand (100%) - "SANDWICH"
- 자이언트핑크 디지털 싱글 너를 사랑하진 않아 - "잘 지내"
- 피터팬 컴플렉스 1999 - "1999"
- Rappaholik 2집 Code Name : Gotti - "Better Days"
- 빈첸 BOYCOLD 2 - "연기"
- 김현철 돛 - "I Don't Wanna Say Goodbye"
- 딥플로우 FOUNDER - "Blueprint"
- MUTI (정희영)
  - Color - "Color"
  - ENTP - "ENTP"
- 영컷 Relay - "왜"
- Bizzy 걷자 - "걷자"
- 쿤타 SHOW ME THE MONEY 10 Semi Final - "바래"
- 화자 (HWAJA) 저녁 - "저녁"
- Babylon (베이빌론) EGO 90'S PART 2 - "히터"
- Cha Only man - "Only man"
- 브라운티거 (Brown Tigger) 좋을 때라던데 - "좋을 때라던데"
- BaddyBlack & KEYMAKER - MONOGRAPHY - "달랐을까"
- Verbal Jint (버벌 진트) K-XY : INFP - "배드모닝"
- 조광일 광순응 - "엔딩 크레딧"
- 크루셜 스타 HERON - "마음병"
- 야루 입술 시간 - "입술 시간"

## 그룹 활동
- 지플라 (G.Fla)

멤버: 이궐(키보드), 정희영(베이스), 정인(보컬), 김지인(기타), 정수영(드럼)

## 수상

### 가요 프로그램 1위
| 연도            | 수상 내역 (총 1회)                                                      |
| --------------- | ----------------------------------------------------------------------- |
| 2014년 (총 1회) | - 사람냄새(With 개리 Of 리쌍) (총 1회) - 6월 7일 MBC 《쇼음악중심》 1위 |

## 출연 프로그램
- TV조선 《P.S. I Love You 박정현》 (2011년, 2012년) - 게스트 (4회, 11회)
- MBC 《나는 가수다 II》 (2012년)
- Mnet 《볼륨텐》 (2012년)
- MBC 《우리결혼했어요 4》 (2013년)
- KBS 2TV 《불후의 명곡: 전설을 노래하다》 (2013년)
- MBC 《미스터리 음악쇼 복면가왕》 (2015년) - 장래희망 칼퇴근
- JTBC 《김제동의 톡투유 - 걱정 말아요! 그대》 (2016년)
- SBS 《보컬 전쟁 : 신의 목소리》(2016년)
- Mnet ・ tvN 《더 콜 (The Call) 1》  (2018년)
- TV조선 《숲속 라이브》 (2018년)
- JTBC 《차이나는 클라스》 (2018년)
- KBS 2TV 《잠시만 빌리지》 (2018년~2019년)
- MBC 《라디오 스타》 (2020년)
- MBC 《미스터리 음악쇼 복면가왕》 (2021년) - 제157, 158대 가왕 내가 오늘 가왕 할 '수밖'에! 화채
- TV조선 《사랑의 콜센타》 (2021년)
- Mnet 《Show Me The Money 10》- 쿤타 바래 피쳐링 (2021년)
- JTBC 《아는 형님》 (2021년)
- SBS F!L 《외식하는 날 버스킹》 (2022년)
- EBS 《딩동댕 유치원》 (2023년)
- MBC 《송스틸러》 (2024년)

## 가족 관계
- 배우자 : 조정치 (1978년 8월 25일 ~ )
  - 딸 : 조은 (2017년 2월 28일 ~ )
  - 아들 : 조성우 (2019년 12월 13일 ~ )

## 같이 보기
- 리쌍